# Rahul Bose
Rahul Bose (Bangalore, 27 de juliol del 1967) és un actor, director, activista social, guionista i jugador de rugbi indi. Va estudiar a la Cathedral and John Connon School, on va destacar en els esports. Més tard va anar al Syndenham College. Al cinema va debutar amb English, August, el 1994. Bose va formar part de l'equip de rugbi de la selecció indi. Algunes de les seves últimes estrenes són Before the Rains (2008) de Shyam Benegal, The Japanese Wife (2010), pel·lícula de Aparna Sen en la qual interpretava a un mestre, i I Am (2011).

## Filmografia

### Actor
| - English, August (1994) - A Mouthful of Sky (1995) - Bomgay (1996) - Bombay Boys (1998) - Split Wide Open (1999) - Thakshak (1999) - Everybody Says I'm Fine! (2001) - Mr. and Mrs. Iyer (2002) - Jhankaar Beats (2003) - Ek Din 24 Ghante (2003) - Mumbai Matinee (2003) - Chameli (2003) - White Noise (2004) - The Fall (2005) - Scrum in the Mud with Rahul Bose (2005) - Silsilay (2005) - 15 Park Avenue (2005) - Ctrl+Alt+Del (2005) - Anuranan(2006) - Pyaar Ke Side Effects (2006) - The Other Side of Bollywood (2006) | - Chain Kulii Ki Main Kulii (2007) - Before the Rains (2008) - Shaurya (2008) - Maan Gaye Mughal-e-Azam (2008) - Dil Kabaddi (2008) - Tahaan (2008) - Kaalpurush (2008) - Antaheen (2009) - The Whisperers (2009) - Fired (2010) - I Am (2010) - The Japanese Wife (2010) - Kuch Love Jaisa (2011) - I Am (2011) - Mumbai Chakachak (2011) - Africa (2011) - Bits and Pieces (2011) - Click and Marry (2011) - Ghost Ghost Na Raha (2011) - Winds of Change (2012) |

### Director / Guionista
- Everybody Says I'm Fine! (2001)
- The Whisperers (2009) (guionista)